# Francisco Antunes Maciel
Francisco Bernardo Antunes Maciel (Pelotas, 27 de outubro de 1844 — Rio de Janeiro, 14 de agosto de 1917) foi um político brasileiro.
Filho de Eliseu Antunes Maciel e de Leopoldina Amália de Freitas da Rosa, casou com Francisca Gonçalves Moreira, filha do barão de Butuí. Era irmão do barão de São Luís e pai do futuro ministro Francisco Antunes Maciel Júnior.
Foi ministro dos Negócios do Império (ver Gabinete Lafayette), período no qual sua família foi a principal incentivadora da Imperial Escola de Medicina Veterinária e de Agricultura Prática, criada em Pelotas, em 1883, para a qual doaram o edifício.
Após a queda do gabinete liberal do qual Antunes Maciel fazia parte, em 1885, a escola foi fechada pelo novo ministro conservador Antônio da Silva Prado, alegando necessidade de redução de despesas, porém dois anos depois Silva Prado criou a Imperial Estação Agronômica de Campinas.
Com apoio da população de Pelotas, em 1887, foi criado o Liceu de Agronomia, Artes e Ofícios, do qual Antunes Maciel foi seu primeiro diretor e as aulas foram iniciadas no dia 14 de maio de 1888.
Sob a República, foi um dos fundadores do Partido Federalista, eleito deputado federal pelo 3º distrito do Rio Grande do Sul em duas sucessivas legislaturas, desde 1906 até 1911.  Durante a campanha civilista foi líder da minoria.